# John Wartique
John Wartique (25 juni 1990) is een Belgisch autocoureur.

## Carrière
Wartique begon zijn autosportcarrière in 2003 in het karting, waar hij tot 2008 actief was. Hij startte hier in het Franse kartkampioenschap. In 2008 nam hij deel aan inofficiële testritten in een formulewagen.
Wartique nam vervolgens deel aan de sportwagensport. Hij werd in 2009 met vier podiumplaatsen tweede in het Franse Peugeot Sport 207-kampioenschap. In 2010 en 2011 bleef hij rijden in dit kampioenschap. In 2010 werd hij negende in het kampioenschap en in 2011 eindigde hij op het podium. Daarnaast startte hij in 2011 ook in de Renault Clio Cup, waar hij ook één podiumplaats behaalde.
In 2012 stapte Wartique over naar het formuleracing. De belangrijkste reden voor deze wissel was zijn rijstijl, dat meer bij het formuleracing past. Hij kwam direct in de GP3 Series terecht, waar hij voor Atech CRS GP gaat rijden.
Vanaf 2011 ontdekte John Wartique de rallywegen. De eerste jaren met een Ford Escort MKII en enkele jaren later debuteerde hij met een Porsche 997 GT3 waar hij ook meteen de klasse-overwinning mee binnenhaalde. 
Tien jaar na zijn debuut in de rallysport, maakte hij de overstap naar een Ford Fiesta Rally 2. In 2023 reed Wartique voor de eerste maal nagenoeg het volledige Belgisch Kampioenschap. Eerst met een Citroën C3 Rally 2 en op het einde met de Volkswagen Polo GTI R5 waarmee hij ook het seizoen van 2024 aanvatte. In 2023 behaalde hij een 7de plaats in het Belgisch Kampioenschap. 